# الضرائب في السويد

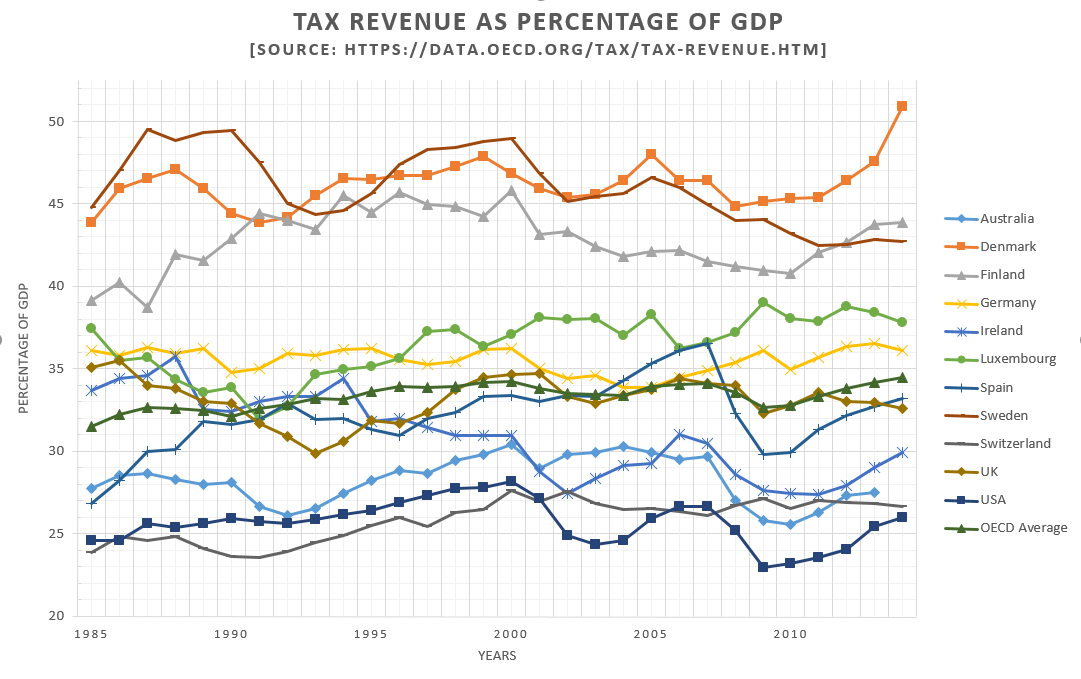
إجمالي الإيرادات الضريبية
كنسبة مئوية من الناتج المحلي الإجمالي للسويد على مدى العقود العديدة الماضية مقارنة بالدول الأخرى عالية التطور

تشمل الضرائب في السويد على ثلاثة مستويات حكومية : البلدية ومجلس المحافظة والحكومة المركزية. دتفع اشتراكات الضمان الاجتماعي لتمويل نظام الضمان الاجتماعي.
تخصم ضريبة الدخل على الرواتب من قبل صاحب العمل (نظام دفع) ويدفعها صاحب العمل مباشرة إلى مصلحة الضرائب السويدية
يُشار عادةً إلى معدل الضرائب الفعلي في السويد على أنه من بين أعلى المعدلات في العالم؛ يرجى الاطلاع على قائمة البلدان حسب معدلات الضرائب.
نظام ضرائب على الدخل يجمع بين ضريبة الدخل (التي يدفعها الموظف) مع اشتراكات الضمان الاجتماعي (مساهمات أرباب العمل) التي يدفعها صاحب العمل. وبالتالي فإن التكلفة الإجمالية للراتب لصاحب العمل هي الراتب الإجمالي بالإضافة إلى ضريبة الرواتب
يقوم صاحب العمل بإجراء استقطاعات أولية شهرية (دفع) لضريبة الدخل وكذلك يدفع ضريبة الرواتب إلى مصلحة الضرائب السويدية.
تعتمد ضريبة الدخل على أن يكون الشخص خاضعًا للضريبة في السويد، وكون الشخص جزءًا من خطة التأمين الاجتماعي السويدية.
يذهب 27٪ من أموال دافعي الضرائب في السويد إلى التعليم والرعاية الصحية. بينما يذهب 5٪ إلى الشرطة والجيش، و 42٪ للضمان الاجتماعي.

## ضريبة القيمة المضافة
معدل ضريبة القيمة المضافة هو 25٪، مع استثناءات للطعام والخدمات مثل رسوم تأجير غرف الفنادق (12٪)، ومبيعات المنشورات وتذاكر الدخول إلى الأحداث الثقافية والسفر داخل السويد (6٪).

## ضريبة الدخل
ضريبة الدخل تصاعدية، ومعدلات عام 2021 هي كما يلي (على أساس الدخل السنوي):
| الدخل فوق (كرونة سويدية) | المعدل الوطني | السعر المحلي (البلدية + المقاطعة) |
| ------------------------ | ------------- | --------------------------------- |
| 0                        | 0٪            | 0٪                                |
| 20,200                   | 0٪            | ~ 32٪                             |
| 537200                   | 20٪           | ~ 52٪                             |

يتم تخفيض الدخل الخاضع للضريبة عن طريق الاستقطاعات العامة مما يعني أن الضريبة الهامشية في الممارسة العملية تتراوح بين 7٪ على الدخل الذي يزيد قليلاً عن 20.008 كرونة إلى 60.1٪ على الدخول التي تزيد عن 675700 كرونة. بالنسبة لمتوسط الراتب، على أجر إضافي قدره 100 كرونة يدفع الموظف أولاً 32 كرونة كضريبة دخل (مباشرة 32٪).

## ضريبة الرواتب
في عام 2018، بلغت مساهمة الضمان الاجتماعي السويدية التي يدفعها صاحب العمل 31.42٪ محسوبة على رأس راتب الموظف قبل الضرائب وتقل للموظفين القدامى. يمكن العثور على كافه التفاصيل باللغة الإنجليزية على موقع مصلحة الضرائب السويدية. بالإضافة إلى ذلك، يدفع الموظف 7٪ من اشتراكات التقاعد للنظام العام، مع سقف دخل سنوي قدره 420.447 كرونة. الحد الأقصى لمساهمة الموظفين هو 29400 كرونة. ويتم تحييد هذه المساهمة من خلال التخفيض المقابل في ضريبة الدخل (الإعفاء الضريبي) للموظف.

## ضريبة أرباح الشركات ورأس المال
السويد لديها معدل ضريبة ثابت بنسبة 30٪ على مكاسب رأس المال، وكاسب رأس المال لا يمكن عزوها إلى العمليات التجارية أو الخدمات. على سبيل المثال؛ تأجير الأصول الخاصة وأرباح الأسهم والربح من بيع الأصول ومدفوعات الفوائد. يخضع صافي دخل الشركات للضريبة بمعدل ثابت قدره 22٪

## تسجيل شركة غير سويدية أو تاجر وحيد في السويد
قد تصبح الشركة الأجنبية التي تمارس نشاطًا تجاريًا في السويد (سواء أكانت شخصية طبيعية أو اعتبارية) خاضعة لضريبة القيمة المضافة ومساهمات صاحب العمل و/أو ضريبة الدخل
في كتيب ونموذج «طلب الضرائب لرواد الأعمال الأجانب» توجد معلومات حول كيفية تقديم الطلب.
يمكن للمتداولين الفرديين الذين لديهم رقم شخصي سويدي والشركات التي لديها ممثل لديه رقم شخصي سويدي ومصرح له أيضًا بالتوقيع (مخول بالتوقيع بنفسه) نيابة عن الشركة، تقديم الطلب إلكترونيًا من خلال موقع الويب. أو عن طريق البريد. للحصول على معلومات الاتصال، راجع موقع مكتب تسجيل الشركات السويدية.
لاحظ أن شراء شركة سويدية أو عقارات سويدية لا يمنح بالضرورة حق الإقامة في السويد.